# Infinigate Gruppe
Die Infinigate Gruppe ist ein auf Cyber Security, Secure Networks und Secure Cloud spezialisiertes Informatik Unternehmen. Es versteht sich als Value Added Distributor für KMU (kleine und mittlere Unternehmen) und große Unternehmen (Enterprise). Das Unternehmen hat seinen Hauptsitz in Rotkreuz (Schweiz), beschäftigt weit über 1000 Mitarbeiter an rund 30 Standorten in Europa, Mittlerem Osten und Afrika und macht einen Umsatz von weit über zwei Mrd. Euro.

## Geschichte
Die Geschichte der Infinigate Gruppe begann im Jahr 1996 unter dem Namen Internet2000. Die Gründung fand in Deutschland und der Schweiz statt, und die beiden Köpfe hinter diesem Unternehmen waren Axel Schultze und David Martinez.
Axel Schultze, ein deutscher Unternehmer, und David Martinez, ein Schweizer Unternehmer mit spanischen Wurzeln, hatten eine Vision, wie sie den wachsenden Bedarf an Internetlösungen decken könnten.
Zu Beginn konzentrierte sich Internet2000 auf den Vertrieb von Internet-Technologien, wie Webservern, HTML-Entwicklungsumgebungen, Online-Shop-Lösungen sowie Tools wie Browser und E-Mail-Programme. Im Jahr 2000 erfolgte die Umbenennung in Infinigate. Ab dem Jahre 2001 fokussierte sich das Unternehmen auf die Distribution von IT-Sicherheitslösungen.
Unter der Führung von David Martinez entwickelte sich Infinigate zu einem international anerkannten Anbieter von Cyber-Security-Lösungen. Der Mitgründer setzte nicht nur auf hochwertige Produkte, sondern auch auf umfassenden Service und Beratung, um die individuellen Sicherheitsanforderungen ihrer Kunden zu erfüllen.
Im Laufe der Jahre vollzog das Unternehmen mehrere strategische Übernahmen. Diese Übernahmen trugen dazu bei, das Portfolio von Infinigate zu erweitern und die Bandbreite der angebotenen Sicherheitslösungen zu vertiefen.
In 2017 wurde Infinigate mehrheitlich von der Private-Equity-Gesellschaft H.I.G übernommen und im Jahre 2021 an die Private-Equity-Gesellschaft Bridgepoint weiterverkauft.

## Historie
- 1996 Gründung Internet2000 Deutschland und Schweiz
- 1999 Gründung Internet2000 Österreich
- 1999 Übernahme Demo AB Norwegen (VAD Internet)
- 2000 Namensänderung von Internet2000 auf Infinigate
- 2007 Übernahme Nocom Security[14] Schweden, Norwegen und Dänemark (VAD Cyber Security)
- 2012 Übernahme Vigil Software[15] UK (VAD Cyber Security)
- 2014 Gründung Frankreich[16] und Übernahme Geschäft von ITWay in Frankreich
- 2016 Gründung Finnland
- 2018 Übernahme CRYPSIS[17] Niederlande (VAD Cyber Security)
- 2018 Übernahme Acmeo[18] Deutschland, Österreich und Schweiz (Cloud VAD)
- 2021 Übernahme D2B[19] Informatique Frankreich
- 2022 Übernahme Nuvias[20] Group (VAD Cyber Security & Secure Networks)
- 2022 Übernahme Vuzion[21] UK (Cloud VAD)
- 2022 Übernahme Starlink[22] Dubai (VAD Cyber Security)